# Half Way There
Half Way There   es el cuarto álbum de estudio del grupo británico de pop punk Busted. Se lanzó el 1 de febrero de 2019 a través de East West Records.

## Antecedentes
En junio de 2017, Busted voló a Los Ángeles para realizar su primer concierto como banda reformada en el Troubadour . Durante este viaje, también continuaron escribiendo y comenzaron a grabar para su cuarto álbum de estudio. En abril de 2018, se confirmó que el álbum se lanzaría en el primer trimestre de 2019 y la banda volvería a su sonido original.
El 26 de octubre de 2018, la banda anunció que el álbum se llamaría Half Way There. El título del álbum es una referencia a una letra del sencillos de Busted de 2003 «Year 3000».

## Lista de canciones
| N.º | Título                       | Escritor(es)                                                | Productor(s)    | Duración |  |
| 1.  | «Nineties»                   | James Bourne, Charlie Simpson, Matt Willis y Dougie Poynter | Gil Norton      | 3:02     |  |
| 2.  | «Reunion»                    | J. Bourne, Simpson, Willis y Joshua Wilkinson               | Norton          | 3:26     |  |
| 3.  | «What Happened to Your Band» | J. Bourne y Michael Raphael                                 | Norton y Fields | 4:03     |  |
| 4.  | «Shipwrecked in Atlantis»    | J. Bourne, Simpson, Willis y Chris Bourne                   | Norton          | 3:21     |  |
| 5.  | «Race to Mars»               | J. Bourne, Simpson, Willis, Wilkinson y C. Bourne           | Norton          | 3:21     |  |
| 6.  | «All My Friends»             | J. Bourne, Simpson, Willis y Fields                         | Norton y Fields | 3:51     |  |
| 7.  | «MIA»                        | J. Bourne, Simpson, Willis y C. Bourne                      | Norton          | 3:25     |  |
| 8.  | «Radio»                      | J. Bourne, Simpson, Willis y Wilkinson                      | Norton          | 4:03     |  |
| 9.  | «Nostalgia»                  | J. Bourne, Simpson, Willis y C. Bourne                      | Norton          | 3:32     |  |
| 10. | «It Happens»                 | J. Bourne y C. Bourne                                       | Norton          | 4:25     |  |

## Posicionamiento en listas
| Listas (2019)     | Mejor posición |
| ----------------- | -------------- |
| Escocia (OCC)     | 3              |
| Irlanda (IRMA)    | 45             |
| Reino Unido (OCC) | 2              |